# Lycka
A Lycka című album Björn Ulvaeus és Benny Andersson 1970 novemberében megjelent első stúdióalbuma, melyen főleg svéd népzenei alapokat használnak fel, de felfedezhető benne a "Ticket to Ride" Beatles hatás is. A dalok többségét Björn adja elő.
Az albumon Björn és Benny mellett Michael B. Tretow hangmérnök is közreműködött, aki később az ABBA-nál is tevékenykedett. Az albumon két svájci zenész, John Counz dobos, és Gus Horn basszusgitáros közreműködött. A 2006-os újra kiadáson több bónusz dal is szerepel, nevezetesen több korai felvétel is. Három évvel később megjelent a Ring Ring című album, mely a tagokat a leghíresebb popzenekarrá tette, bár az album még nem ABBA néven jelent meg.

## Az album dalai
LP  Svédország Polar – POLS 226
| 1. | Lycka                 | Benny Andersson, Stig Anderson, Björn Ulvaeus      | 3:05 |
| 2. | Nånting är på väg     | Benny Andersson, Björn Ulvaeus                     | 2:17 |
| 3. | Kära gamla sol        | Benny Andersson, Björn Ulvaeus                     | 2:24 |
| 4. | Det där med kärlek    | Peter Himmelstrand, Benny Andersson, Björn Ulvaeus | 2:59 |
| 5. | Välkommen in i gänget | Peter Himmelstrand, Benny Andersson, Björn Ulvaeus | 3:08 |
| 6. | Lilla du, lilla vän   | Anders Fugelstad, Benny Andersson, Björn Ulvaeus   | 2:48 |

| 1. | Hej gamle man!     | Benny Andersson, Björn Ulvaeus                     | 3:20 |
| 2. | Liselott           | Agnetha Fältskog, Benny Andersson, Björn Ulvaeus   | 2:55 |
| 3. | Kalles visa        | Peter Himmelstrand, Benny Andersson, Björn Ulvaeus | 2:34 |
| 4. | Ge oss en chans    | Benny Andersson, Björn Ulvaeus                     | 3:38 |
| 5. | Livet går sin gång | Benny Andersson, Björn Ulvaeus                     | 3:50 |

Megjegyzés: Az 1972-es újrakiadás A oldalán első dalként a "Tänk Om Jorden Vore Ung" című dal szerepel, valamint a 2017-es kiadás hagyományos és kék színű vinylen is elérhető.

## A 2006-os újrakiadás bónusz dalai
1. "She's My Kind of Girl" [Filmzene Inga II: The Seduction Of Inga, 1971][5]
2. "Inga Theme" [Filmzene Inga II: The Seduction Of Inga, 1971]
3. "Det Kan Ingen Doktor Hjälpa" ("It Can't Be Remedied by a Doctor") [közreműköüdik Agnetha Fältskog & Anni-Frid Lyngstad háttérének]
4. "På Bröllop" [közreműködik Agnetha Fältskog & Anni-Frid Lyngstad háttérének]
5. "Tänk Om Jorden Vore Ung" ("If Only We Had The Time") [közreműködik Agnetha Fältskog & Anni-Frid Lyngstad háttérének]
6. "Träskofolket"
7. "En Karusell" ("Merry-Go-Round") [közreműködik Agnetha Fältskog & Anni-Frid Lyngstad háttérének]
8. "Att Finnas Till" [közreműködik Agnetha Fältskog & Anni-Frid Lyngstad háttérének]
9. "Hey Musikant" (Az angol változat: "Hej Gamle Man!") [közreműködik Agnetha Fältskog & Anni-Frid Lyngstad háttérének]
10. "Was Die Liebe Sagt" (A svéd változat "Livet Går Sin Gång")
11. "Love Has Its Ways"
12. "Rock'n Roll Band" (Benny & Björn 1st változat)
13. "Merry Go Round" [Edit] [közreműködik Agnetha Fältskog & Anni-Frid Lyngstad háttérének]
14. "To Live with You" (A Lycka angol nyelvű demó változata, melyet 1975-ben rögzítettek, és először 2006-ban jelent meg.)

## Közreműködő előadók
- Benny Andersson - zongora, ének, vokál
- Björn Ulvaeus - gitár, ének, vokál

közreműködő zenészek
- Gus Horn - basszusgitár
- John Cuonz - dobok
- Agnetha Fältskog - háttérének
- Anni-Frid Lyngstad - háttérének

Produkció
- Benny Andersson, Björn Ulvaeus, Bengt Bernhag - producerek
- Benny Andersson, Björn Ulvaeus, Sven-Olof Walldoff
- Michael B. Tretow - hangmérnök

## Külső hivatkozások
- Hallgasd meg a YouTubeon: Det Kan Ingen Doktor Hjälpa[6]
- Hallgasd meg a YouTubeon: Lycka[7]
- Hallgasd meg a YouTubeon: Nånting är på väg[8]